# Deronectes aubei
Deronectes aubei är en skalbaggsart som först beskrevs av Étienne Mulsant 1843.  Deronectes aubei ingår i släktet Deronectes och familjen dykare.

## Underarter
Arten delas in i följande underarter:
- D. a. aubei
- D. a. sanfilippoi